# Edward Dawkins
Pour les articles homonymes, voir Dawkins.
Edward Dawkins (né le 11 juillet 1989 à Invercargill) est un coureur cycliste néo-zélandais. Spécialiste des épreuves de vitesse sur la piste, il est triple champion du monde de la vitesse par équipes avec Sam Webster et Ethan Mitchell (2014, 2016 et 2017).

## Biographie
En 2005, Edward Dawkins, spécialiste des disciplines du sprint sur piste, réalise son premier succès international : lors des championnats d'Océanie à Wanganui, il remporte l'or en vitesse par équipes chez les juniors (moins de 19 ans) avec Elija May et Simon van Velthooven. Sur le kilomètre et le keirin, il est médaillé de bronze. En tant que junior, il monte sur d'autres podiums aux niveaux national et international. En 2007, il est vice-champion du monde du kilomètre juniors à Aguascalientes.
En 2010, il est champion de Nouvelle-Zélande avec les élites sur le kilomètre et la vitesse individuelle. Lors de la manche de Coupe du monde de Pékin, il termine premier du tournoi de vitesse et aux mondiaux sur piste à Copenhague, le trio néo-zélandais composé de Dawkins, Adam Stewart et Sam Webster se classe cinquième de la vitesse par équipes. Aux Jeux du Commonwealth de 2010, il obtient l'argent en vitesse par équipes et le bronze sur le kilomètre.
Aux championnats du monde 2012, il décroche le bronze en vitesse par équipes, sa première médaille aux mondiaux. L'année suivante, aux mondiaux sur piste 2013 à Minsk, il est vice-champion du monde avec Ethan Mitchell et Sam Webster. Le 17 novembre de la même année, il établit, avec 10,02 secondes sur 200 mètres, un nouveau record national. En 2014, le trio néo-zélandais devient champion du monde pour la première fois et gagne également les Jeux du Commonwealth. L'année suivante, ils gagnent à nouveau à Saint-Quentin-en-Yvelines, mais sont disqualifiés à la deuxième place au profit des Français pour un mauvais passage de relais.
En 2016, ils récupèrent leur titre mondial. La même année, Dawkins participe aux Jeux olympiques de Rio de Janeiro. Les Néo-zélandais, largement favoris, sont battus en finale de la vitesse par équipes par une surprenante équipe britannique et doivent se contenter de la médaille d'argent. Il termine 15e en vitesse individuelle et 17e sur le keirin. L'année suivante, il est pour la troisième fois champion du monde de vitesse par équipes avec Webster et Mitchell et double champion d'Océanie. 
Il remporte trois nouvelles médailles aux Jeux du Commonwealth de 2018 : l'or en vitesse par équipes, l'argent sur le kilomètre et le bronze sur le keirin.
En février 2019, il devient quadruple champion de Nouvelle-Zélande et surprend en gagnant la poursuite par équipes (une discipline d'endurance), avec l'équipe de Southland composée de Nick Kergozou, Thomas Sexton et Corbin Strong.

## Palmarès sur piste

### Jeux olympiques
- Londres 2012
  - 5e de la vitesse par équipes
  - 14e de la vitesse individuelle
- Rio 2016
  -  Médaillé d'argent de la vitesse par équipes (avec Ethan Mitchell et Sam Webster)
  - 15e de la vitesse individuelle
  - 17e du keirin

### Championnats du monde
| Édition / Épreuve              | Kilomètre | Keirin | Vitesse individuelle | Vitesse par équipes                         |
| Aguascalientes 2007 (juniors)  | Argent    |        |                      |                                             |
| Pruszków 2009                  |           | 10e    |                      |                                             |
| Copenhague 2010                | 5e        |        | 1/16e de finale      | 5e                                          |
| Apeldoorn 2011                 | 10e       | 6e     | 1/16e de finale      | 6e                                          |
| Melbourne 2012                 |           |        | 1/8e de finale       | Bronze (avec Sam Webster et Ethan Mitchell) |
| Minsk 2013                     | 8e        |        |                      | Argent (avec Sam Webster et Ethan Mitchell) |
| Cali 2014                      |           | 17e    |                      | Or (avec Sam Webster et Ethan Mitchell)     |
| Saint-Quentin-en-Yvelines 2015 |           | Argent | 10e                  | Argent (avec Sam Webster et Ethan Mitchell) |
| Londres 2016                   |           | Argent | 11e                  | Or (avec Sam Webster et Ethan Mitchell)     |
| Hong Kong 2017                 |           | 12e    | 8e                   | Or (avec Sam Webster et Ethan Mitchell)     |
| Apeldoorn 2018                 |           | 13e    | 8e                   | 6e                                          |
| Pruszków 2019                  |           | 9e     |                      | 8e                                          |

### Coupe du monde
- 2009-2010
  - 1er de la vitesse individuelle à Pékin
- 2010-2011
  - 2e de la vitesse par équipes à Melbourne
  - 3e de la vitesse par équipes à Cali
- 2011-2012
  - 3e de la vitesse par équipes à Pékin
- 2012-2013
  - 1er de la vitesse par équipes à Aguascalientes (avec Sam Webster et Ethan Mitchell)
- 2013-2014
  - Classement général de la vitesse
- 2014-2015
  - 3e de la vitesse par équipes à Guadalajara
  - 3e de la vitesse par équipes à Londres
- 2015-2016
  - 2e de la vitesse par équipes à Cambridge
  - 3e du keirin à Cali
- 2016-2017
  - 1er de la vitesse par équipes à Los Angeles (avec Ethan Mitchell et Sam Webster)
- 2017-2018
  - 1er de la vitesse par équipes à Milton (avec Ethan Mitchell et Sam Webster)
  - 3e de la vitesse à Pruszków
- 2018-2019
  - 1er de la vitesse par équipes à Cambridge (avec Ethan Mitchell et Sam Webster)
  - 1er du keirin à Cambridge
  - 2e du keirin à Saint-Quentin-en-Yvelines
- 2019-2020
  - 3e de la vitesse par équipes à Cambridge

### Jeux du Commonwealth
| Édition / Épreuve | Kilomètre | Keirin | Vitesse individuelle | Vitesse par équipes                     |
| Dehli 2010        | Bronze    |        |                      | Argent                                  |
| Glasgow 2014      |           |        | Bronze               | Or (avec Sam Webster et Ethan Mitchell) |
| Gold Coast 2018   | Argent    | Bronze | 1/8e de finale       | Or (avec Sam Webster et Ethan Mitchell) |

### Championnats d'Océanie
| Édition / Épreuve | Kilomètre | Keirin | Vitesse individuelle | Vitesse par équipes                               |
| Invercargill 2007 | Argent    |        |                      |                                                   |
| Adélaïde 2008     | Bronze    |        |                      | Argent                                            |
| Invercargill 2009 | Or        |        |                      | Or (avec Andrew Williams et Simon van Velthooven) |
| Adélaïde 2010     |           |        | Bronze               | Argent                                            |
| Adélaïde 2012     | Or        |        |                      | Argent                                            |
| Invercargill 2013 |           | Argent | Argent               | Or (avec Matthew Archibald et Sam Webster)        |
| Adélaïde 2014     |           |        | Argent               | Or (avec Matthew Archibald et Sam Webster)        |
| Invercargill 2015 |           |        | Argent               | Or (avec Ethan Mitchell et Sam Webster)           |
| Melbourne 2016    |           | Or     | Argent               | Or (avec Ethan Mitchell et Sam Webster)           |
| Cambridge 2017    |           | Bronze |                      | Or (avec Ethan Mitchell et Sam Webster)           |
| Adélaïde 2018     |           |        |                      | Or (avec Ethan Mitchell et Sam Webster)           |
| Invercargill 2019 |           | Argent | Argent               | Or (avec Ethan Mitchell et Sam Webster)           |

### Championnats nationaux
- Champion de Nouvelle-Zélande du kilomètre juniors en 2007
- Champion de Nouvelle-Zélande de vitesse par équipes juniors en 2007

- Champion de Nouvelle-Zélande du kilomètre en 2010
- Champion de Nouvelle-Zélande de vitesse individuelle en 2010, 2012 et 2019
- Champion de Nouvelle-Zélande du keirin en 2019 et 2020
- Champion de Nouvelle-Zélande de vitesse par équipes en 2019
- Champion de Nouvelle-Zélande de poursuite par équipes en 2019